# TIUNA
El Tiuna es un vehículo multipropósito construido por la Compañía Anónima de Industrias Militares de Venezuela, con la idea de crear un vehículo propio para el uso de las Fuerza Armada Nacional Bolivariana. El general Aaron Katz Pinto diseñó el auto basándose en la plataforma de los vehículos URO y HUMVEE; no obstante tanto el motor como la transmisión del vehículo son componentes importados. Igualmente se ha ofrecido la construcción de este tipo de vehículos con propósitos civiles,.
Se conoce el encargo de más de 2.000 vehículos UR-53AR50 Tiuna, por parte del Ministerio de la Defensa de Venezuela, por un costo total aproximado de 600 millones de dólares, que fueron entregados para febrero de 2009.

## Historia
Antes de 2003 la empresa Cenareca se dedicaba a la repotenciación de unidades tácticas y administrativas militares. En vista de que las fuerzas armadas tenían la necesidad de contar con un vehículo multi-táctico con gran capacidad operacional que remplazara los modelos humvee estadounidenses y que fuera además fabricado y producido por la industria nacional, CAVIM junto con Cenareca presentaron el primer prototipo del vehículo el cual se le conocería después con la marca Tiuna.
En 2004 empezó la producción oficial de los vehículos militares UR Tiuna en sus diferentes modelos. En 2009, CAVIM y Cenareca constituyeron la Empresa Mixta Socialista de Vehículos Venezolanos S.A para la fabricación en masa de estos vehículos así como también de uso civil.
Cabe destacar que el vehículo tiene 90% de componentes fabricados en Venezuela.

## Modelos
Once son los modelos del vehículo Tiuna nombrados en honor al cacique Caribe homónimo.
- Reconocimiento: Vehículo que cuenta con cuatro afustes, uno para ametralladora Browing M2HB-QCB de 12,7 mm y dos más para ametralladoras FN-Mag de 7,62x51 mm y un cuarto para dos lanzacohetes Saab Bofors Dynamics AT-4 antitanques, tiene capacidad para 7 tripulantes.

- Mini Antitanque (UR-106): Es el carro de menor tamaño diseñado para portar un cañón sin retroceso M-40 A1 de 106 mm con un visor láser, o un lanzador de misil IMI MAPATS-2.

- Antitanque: Es la versión más grande del UR-106, cuenta además con un visor láser, una ametralladora calibre 7,62 mm, cuatro cohetes antitanque AT-4, dos cohetes antiaéreos IGLAS/S. Capacidad para nueve tripulantes.

- Puesto de Comando: versión de reconocimiento equipado para operaciones de comando.

- Plataforma Antiaérea: Está diseñado para acoplar los diversos sistemas antiaéreos de las diferentes ramas de las Fuerzas Armadas, entre ellos el Robosystem RBS-70, el MBDA Mistral y el ZU-23-a (remolcado).

- Comunicaciones: versión de reconocimiento equipado para comunicaciones.

- Antimotín: Está equipado para labores de orden público, con capacidad de movilizar 12 hombres antimotines.

- Transporte: Es la versión de camión de transporte de tropas/carga.

- Carga: Es la versión de camión de transporte de tropas/Carga.

- Ambulancia: Versión de apoyo médico en el frente.

- Cisterna para combustible

- Cisterna para agua: Versión de cisterna de apoyo antimotín

## Usuarios

### Actuales
Venezuela
- Más de 3000 vehículos en sus diferentes versiones y a la espera de unos 1000 ordenados en 2012.

 Bolivia
- 50 vehículos de reconocimiento

 Cuba
- Desconocido número de vehículos de reconocimiento

 Ecuador
- 2 vehículos de reconocimiento

## El Tiuna desdibujó las fronteras de Suramérica
En el 2007 la expedición “Continente de Colores” organizada por la fundación "Desdibujando Fronteras", y auspiciada por organismos del gobierno venezolano, recorrió diez países de América del Sur en 100 días. “Para esta expedición se crearon cuatro vehículos TIUNA, los cuales recorrieron 32.000 km, demostrando su calidad”.  La fundación "Desdibujando Fronteras" que se creó en Venezuela para "fomentar e implementar proyectos de envergadura latinoamericana que sirvan para integrar a los pueblos de la región".

## Vehículos similares
- GAZ-2975 Tigr
- URO VAMTAC
- Agrale Marrúa
- Asanave V1
- Humvee
- VLEGA Gaucho